# Murrayfield Racers
Die Murrayfield Racers waren ein 1952 als Murrayfield Royals gegründeter Eishockeyclub der Stadt Edinburgh in Schottland.
Die Racers wurden 1969, 1970, 1971 und 1972 britischer Meister und gewannen in der Saison 1986/87 und 1987/88 die Meisterschaft der British Hockey League. Sie spielten von 1982 bis 1995 in der Premier Division dieser Liga. Außerdem gewannen sie sieben Mal die Northern League (1970, 1971, 1972, 1975, 1979, 1980 und 1981) und 1993 den Benson & Hedges Cup.
Mitte der 1990er Jahre wurde aus den Murrayfield Racers die Edinburgh Racers, welche ein Jahr später in den ursprünglichen Vereinsnamen Murrayfield Royals wieder umbenannt wurde. Als Nachfolger wurden 1998 die Edinburgh Capitals in Edinburgh gegründet, die bis 2018 in der Elite Ice Hockey League spielten.